# Herbie Hancock

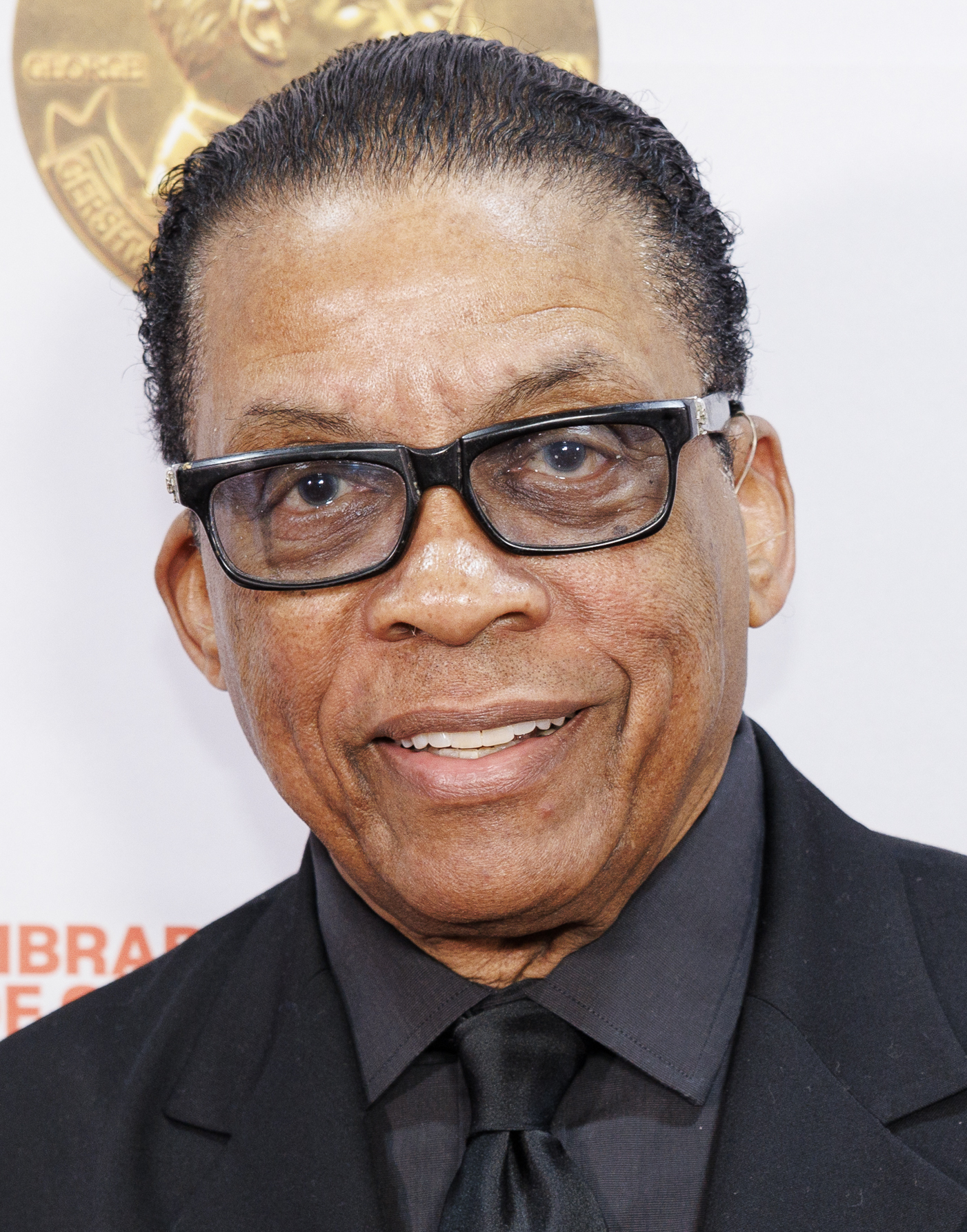
Herbie Hancock bei der Verleihung des Gershwin-Preises (2023)

Herbert Jeffrey „Herbie“ Hancock (* 12. April 1940 in Chicago, Illinois) ist ein US-amerikanischer Jazz-Pianist und Komponist sowie Oscar- und Grammy-Preisträger. Seine Improvisationen sind geprägt von einer perlenden, Funk-orientierten Spielweise und der Verwendung expressiver Kreuzrhythmen. Einige seiner Kompositionen sind Standards geworden und dienen anderen Jazz-Musikern als Improvisationsgrundlage. Dazu gehören Watermelon Man, Cantaloupe Island und Maiden Voyage, die in den 1960er Jahren auf dem Blue-Note-Label erschienen.

## Leben

### Die frühen Jahre
Hancock ist der Sohn von Wayman Edward Hancock, dem Besitzer eines Lebensmittelladens, und dessen Frau Winnie Belle, geb. Griffin, einer Sekretärin. Als sein Vater im Zweiten Weltkrieg eingezogen werden sollte, verkaufte dieser seinen Laden übereilt und weit unter Wert, wurde doch nicht eingezogen und musste sich dann mit Taxi- und Busfahren, Postaustragen und als Fleischinspekteur der Regierungsbehörde sein Geld verdienen.
Seine Eltern brachten ihm schon von Anfang an die Liebe zur Musik nahe. Mit sieben Jahren kauften sie ihm ein Klavier, auf dem er ausdauernd übte – anstelle der üblichen sportlichen Freizeitbeschäftigungen in seinem Alter. Die übrige freie Zeit widmete er wissenschaftlichen und elektronischen Themen. Dennoch litten darunter nicht seine schulischen Leistungen, tatsächlich konnte er sogar zwei Klassen überspringen. Seine Lehrer und seine Mutter ermunterten ihn, Opernübertragungen im Rundfunk anzuhören, womit er sein Verständnis von Musik und Klavierspiel vertiefen konnte. Mit elf Jahren trat Hancock mit dem 5. Klavierkonzert in D-Dur von Mozart zusammen mit dem Chicago Symphony Orchestra auf. 
Er spielte auch Jazz, dem er sich schließlich ganz zuwendete. Während seiner High-School-Zeit hörte er sich stundenlang Aufnahmen von Oscar Peterson und George Shearing an, übertrug deren Noten auf Papier und spielte sie dann nach. Diese langwierige Übung verbesserte seine Fähigkeit, harmonische Strukturen, rhythmische Muster und Instrumentierungsweisen zu analysieren und zu zergliedern. Nach der High School schrieb er sich 1956 am Grinnell College in Iowa ein, um Elektrotechnik zu studieren. Er erlernte dort die Grundlagen der Elektronik, dennoch wechselte er nach zwei Jahren in das Fach Musikkomposition, in dem er 1960 abschloss. Danach kehrte er zurück nach Chicago und spielte u. a. mit Coleman Hawkins zusammen. Wegen eines verheerenden Schneesturms konnte der Pianist von Donald Byrds Gruppe nicht rechtzeitig nach Chicago gelangen, so dass Hancock für ihn einspringen konnte. Byrd war so beeindruckt, dass er ihn mit nach New York City nahm und ihn dort mit seinen Jazz-Kollegen bekannt machte.

### Durchbruch

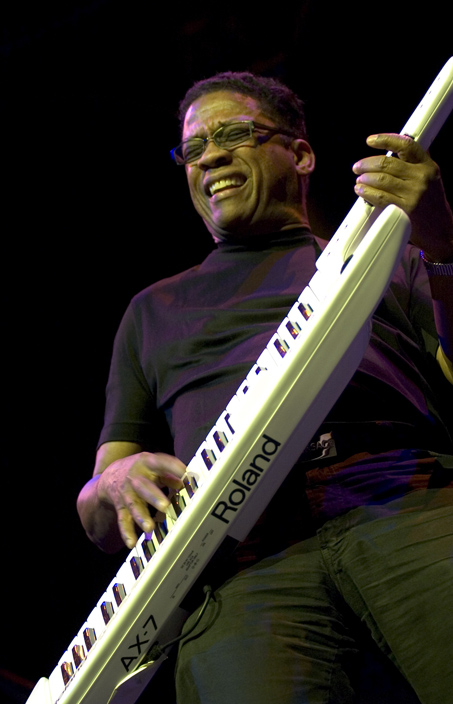
Herbie Hancock Quartet im Roundhouse Camden, 2006

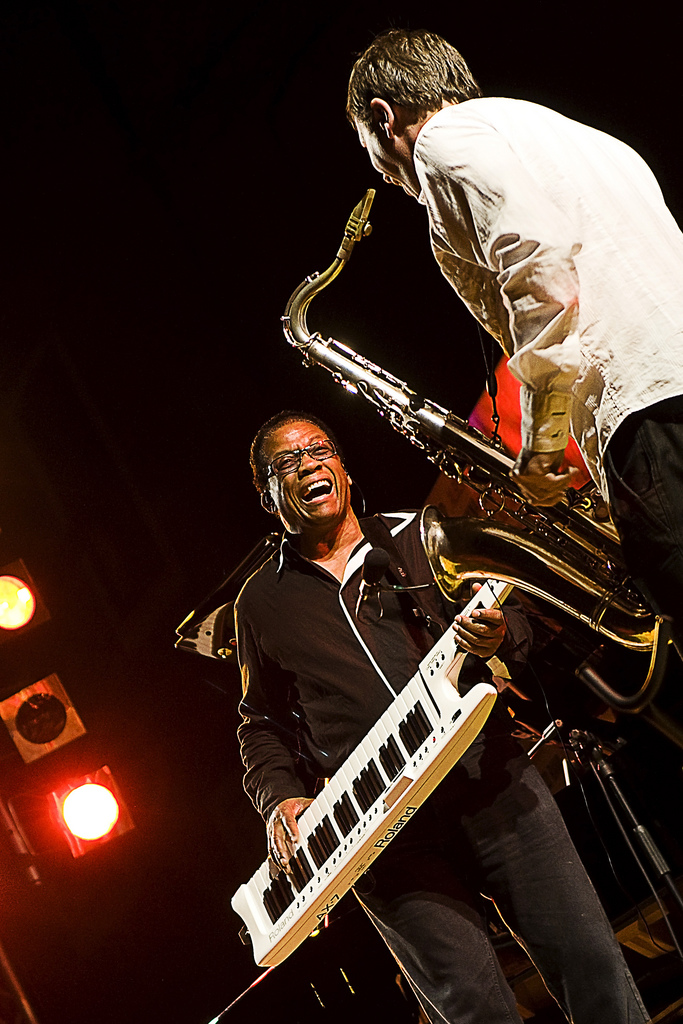
Herbie Hancock am Keytar, 2008

So konnte er 1962 sein Debütalbum Takin’ Off mit so bekannten Musikern wie Dexter Gordon und Freddie Hubbard beim Label «Blue Note» einspielen. Auf dieser Platte war auch Watermelon Man, eines seiner populärsten Stücke überhaupt, das in der Version des Perkussionisten Mongo Santamaria zu einem Hit wurde. Bis heute (2020) wurde das Stück von mehr als 200 Musikern aufgenommen. 1963 wurde Hancock neben George Coleman (später durch Wayne Shorter ersetzt), Ron Carter und Tony Williams Mitglied des berühmten zweiten Quintetts von Miles Davis, in dem er bis zum Sommer 1968 blieb. Erstmals war er 1963 auf dem Album Seven Steps to Heaven zu hören. Zu seiner Zusammenarbeit mit Davis meinte er rückblickend:
„Ich war dreiundzwanzig. Und Miles machte mir Angst. Große Angst. Wir mussten uns selbst übertreffen, unser Möglichstes immer weiter vorantreiben. Miles verlangte sehr viel, leitete aber kaum. Er ließ uns die Freiheit zu tun, was wir wollten. Mein Leben hat er verändert und mir viel Mut gegeben.“
Hancock wirkte Mitte der 1960er Jahre an den Alben des Quintetts wie E.S.P., Miles Smiles, Nefertiti und Sorcerer mit. Für das Album Miles in the Sky (1968) kaufte Davis seinem Pianisten ein Fender Rhodes und leitete damit die Ära des Jazzrock ein.
Er nahm aber auch weiterhin regelmäßig viel beachtete Platten unter eigenem Namen auf, darunter der Klassiker Maiden Voyage. Außerdem war er als Begleiter vieler anderer Musiker tätig, wie etwa von Hank Mobley (No Room for Squares, 1964), Wayne Shorter (Speak No Evil, 1964), Lee Morgan (Search for the New Land, 1964) oder Bobby Hutcherson (Happenings, 1966). Danach bildete er ein eigenes Sextett, das jedoch kommerziell nicht erfolgreich war und von Hancock teilweise durch Tantiemen für seine Kompositionen gegenfinanziert wurde. In den späten 1960er Jahren ließ das allgemeine Interesse an Jazz nach, so dass Hancock nun auch Werbejingles für Chevrolet, Standard Oil und Eastern Air Lines komponierte. Der Filmregisseur und Jazzkenner Michelangelo Antonioni bat ihn erfolgreich, die Filmmusik für seinen Spielfilm Blow Up zu komponieren. 1969 endete die Zusammenarbeit mit Davis in dem Werk Bitches Brew.
Hancock experimentierte 1965 kurzzeitig mit LSD. Seit 1972 ist er Anhänger der neuen religiösen Bewegung Sōka Gakkai International. Von 2010 bis 2011 führte er in Japan mit den Buddhisten Daisaku Ikeda und Wayne Shorter eine Reihe von Gesprächen über den Jazz und den Buddhismus, welche später ins Amerikanische (Reaching Beyond: Improvisations on Jazz, Buddhism, and a Joyful Life, 2016) und ins Deutsche (2018) übersetzt wurden.

### Fusion-Musik
1969 legte Hancock sich den Kisuaheli-Namen Mwandishi (dt. „Komponist“) zu; Ende des Jahres entstand das Album Kawaida, das zunächst unter dem Namen des Schlagzeugers Tootie Heath erschien. Auch war er an Miroslav Vitouš’ Album Infinite Search beteiligt. In den 1970er Jahren setzte Herbie Hancock – zur Erweiterung seines Sound-Spektrums – zunehmend elektrische und elektronische Instrumente ein, wie das Fender-Rhodes Piano, das Hohner D6 und verschiedene Synthesizer, wie z. B. den ARP 2600. Der Synthesizerspezialist Patrick Gleeson, der zeitweise auch zu seiner Band gehörte, wurde sein Lehrer. Hancock ist ein ausgesprochener Technik-Freak, der stets die aktuelle verfügbare Technologie adaptierte – vom Vocoder über die ersten Moog- und Korg-Synthesizer bis zum aktuellen Laptop.
Zu dieser Zeit erklärte Hancock auch, dass er Funk-Musik liebte, vor allem die von Sly Stone, und formierte ein Sextett, das finanziell jedoch ein Desaster war; er finanzierte die Band vier Jahre aus den Tantiemen an seinem Hit Watermelon Man. Seinem Album Fat Albert Rotunda (1970), einem ersten Versuch auf der Funky-Welle für ein TV-Special von Bill Cosby, folgten maßstabsetzende Alben wie Mwandishi (1971) und in Oktett-Besetzung Sextant (1973). 1973 rief er seine Funk-Band The Headhunters ins Leben, bei der auch Bennie Maupin von seinem früheren Sextett sowie Bassist Paul Jackson, Percussionist Bill Summers und Schlagzeuger Harvey Mason mitwirkten. Am bekanntesten aus dieser Zeit ist das 1973 erschienene Album Head Hunters, das zu den erfolgreichsten Alben in der Geschichte des Jazz zählt. Weitere Beispiele sind Thrust, Sunlight, Monster, Mr. Hands (mit Jaco Pastorius) und Man-Child.
1983 arbeitete Hancock mit Bill Laswell und Michael Beinhorn für das Album Future Shock zusammen. Mit der Auskopplung Rockit hatte er einen weltweiten Hit (den größten Instrumental-Hit der 1980er Jahre); er bekam einen Grammy für die Single, die das Scratchen allgemein bekannt machte. 1985 nahm er das Duo-Album Village Life auf mit Foday Musa Suso, einem afrikanischen Kora-Spieler.

### Andere Projekte

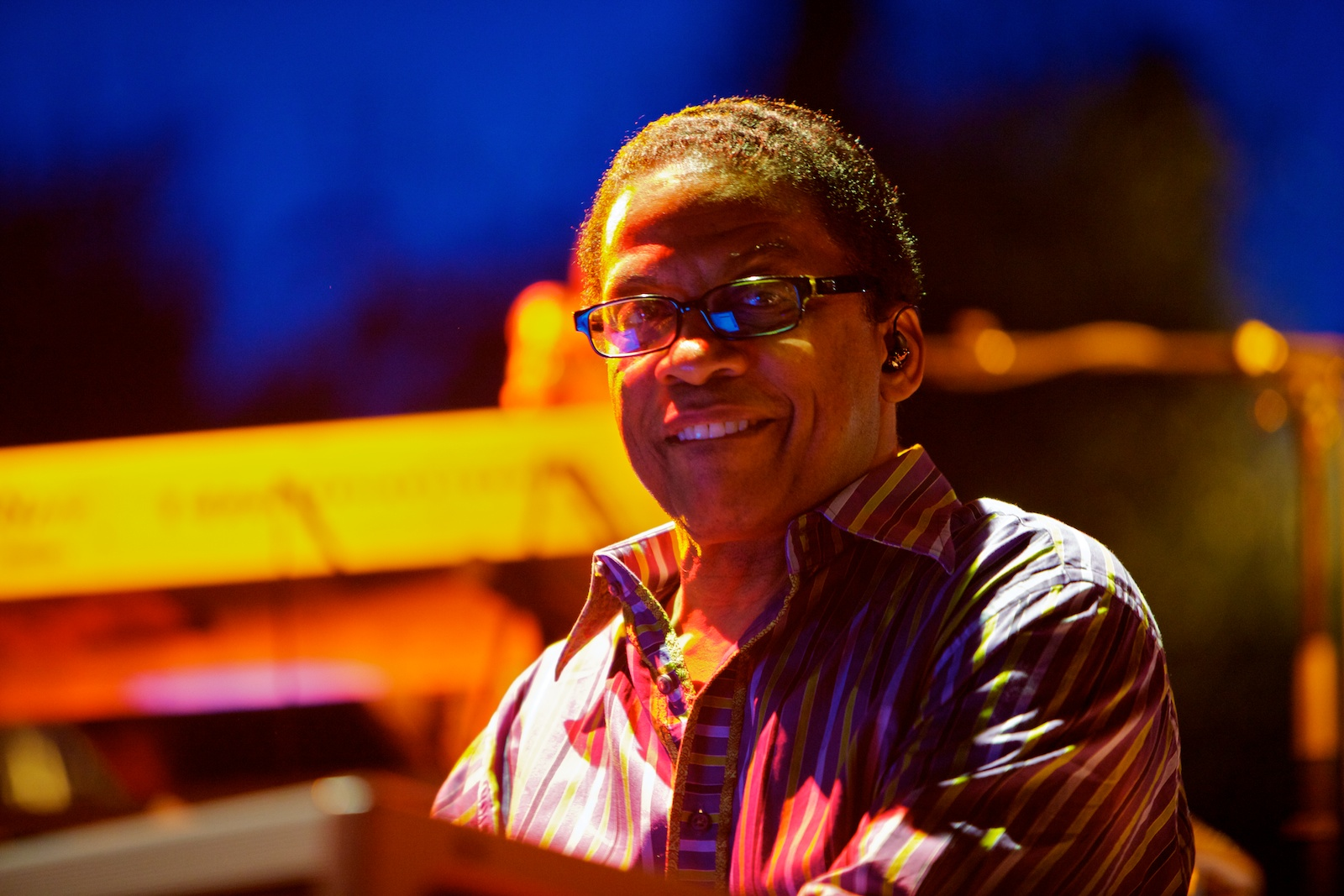
Herbie Hancock, Nice Jazz Festival 2010

Parallel zu den zunehmend elektronisch dominierten Alben und Bands fand sich Mitte der 1970er Jahre um Herbie Hancock die Formation des zweiten Miles Davis Quintett unter dem Namen V.S.O.P. wieder zusammen, wobei Freddie Hubbard Miles Davis als Trompeter ersetzte. 1978 ging Herbie Hancock zusammen mit Chick Corea (einst sein Nachfolger in den Bands von Miles Davis) auf eine internationale Tournee, deren Programm aus Duetten mit überwiegend eigenen Stücken bestand, die auf klassischen Konzertflügeln gespielt wurden; Zusammenschnitte aus verschiedenen Auftritten im Februar 1978 in den USA wurden von den Plattenfirmen der beiden als divergierende Doppelalben veröffentlicht: An Evening with Herbie Hancock & Chick Corea in Concert bei Columbia Records (1978) und CoreaHancock bei Polydor (1979). 1986 war er zusammen mit Dexter Gordon in Bertrand Taverniers Jazz-Film Um Mitternacht zu sehen, für welchen er auch den Oscar-prämierten Soundtrack schrieb. In den 1990er Jahren entstanden verschiedene akustische Aufnahmen, unter anderem ein Tribut-Album zu Ehren von Miles Davis (A Tribute to Miles), eine Duo-Aufnahme mit Wayne Shorter (1 + 1) und ein Album, auf dem er mit einem akustischen Quintett Pophits zu neuen Jazzstandards umdeutete (New Standards). 2005 erschien das Album Possibilities, auf dem er gemeinsam mit Pop-Künstlern wie Sting, Paul Simon, Carlos Santana, Damien Rice und Annie Lennox zu hören ist. Im selben Jahr spielte er auch das Stück Spanish Suite mit Stephen Stills ein. Es enthält eine sieben Minuten lange Piano/Gitarre-Improvisation und wurde auf Stills' Album Man Alive! veröffentlicht.
Ein neues Publikum erreichte er 1994 aufgrund des Erfolgs seines Titels Cantaloupe Island, der von Us3 gecovert bzw. remixed wurde. Für sein Album The New Standard von 1996 verwendete Hancock Popsongs von Peter Gabriel, Kurt Cobain und Joni Mitchell. Bereits 1990 coverte Hancock einen Song von Prince. Im Jahr 2008 gewann er mit dem Album River: The Joni Letters, einer Hommage an die jazzliebende Liedermacherin Joni Mitchell, zwei Grammy Awards; neben der Kategorie Bestes Jazz-Album auch den Preis als Bestes Album des Jahres. Sextant wurde in die legendäre Wireliste The Wire’s “100 Records That Set the World on Fire (While No One Was Listening)” aufgenommen.
Seine mit Hilfe von Lisa Dickey verfasste Autobiographie Possibilities (2014) wurde im JazzTimes’ 2014 Readers’ Poll Spitzenreiter.
2015 erschien ein Peter-Gabriel- und Kate-Bush-Cover des Liedes Don’t Give Up von Herbie Hancock, Pink und John Legend.

### Familie
Hancock ist seit dem 31. August 1968 mit der deutschen Dekorateurin und Kunstsammlerin Gudrun „Gigi“ Meixner (* Stendal) verheiratet; sie haben eine Tochter. Hancocks Schwester Jean starb am 2. August 1985 mit 41 Jahren bei einem Flugzeugunfall auf dem Flughafen Dallas.
1973 zog Hancock von New York nach Los Angeles und kaufte im Stadtteil Beverly Hills für 72 000 Dollar ein Haus am Doheny Drive (1254 North Doheny Drive), wo er mit seiner Familie noch heute lebt.

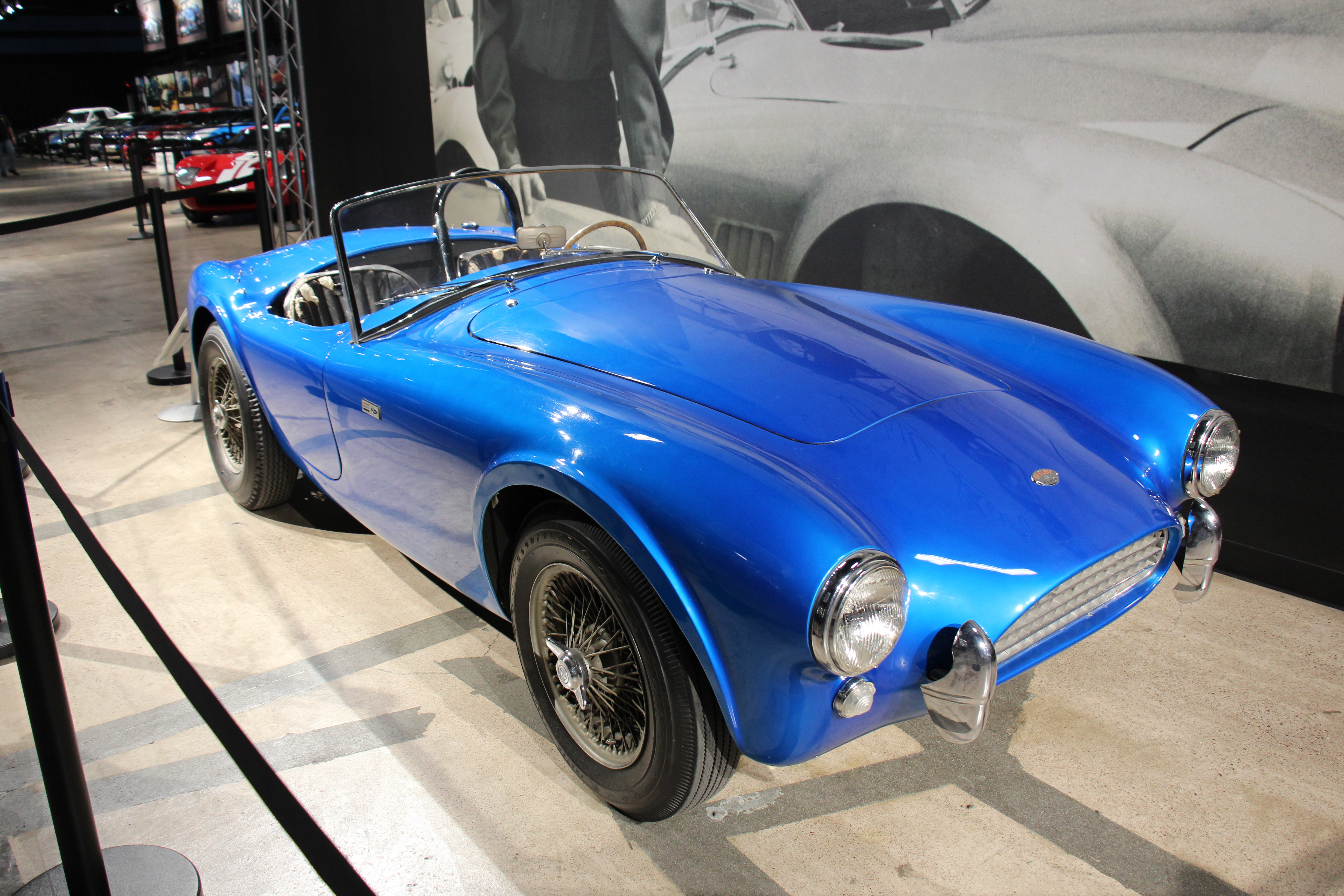
Shelby AC Cobra, CSX 2000

## Verschiedenes
- Hancock ist ein Liebhaber von „schönen Autos“, da diese „gut fürs Ego und den Seelenfrieden“ seien. Von seinen ersten „nennenswerten“ Tantiemen, die er für seinen Hit Watermelon Man erhalten hatte, kaufte er sich 1963 für 6000 US-Dollar eine Shelby Cobra CSX 2000, die er heute noch besitzt. Das Modell habe inzwischen einen Wert von weit über einer Million Dollar.[1]
- Hancocks Umzug nach L.A. hatte zur Folge, dass er von der dortigen Filmindustrie viele Aufträge erhielt, um Filmmusiken zu komponieren oder zu spielen, sowie Angebote, seine Jazz-Stücke als Filmmusik zu verwenden. Bis 2020 führte die Filmdatenbank IMDb 125 Engagements auf.[13] In Luc Bessons Science-Fiction-Film Valerian – Die Stadt der tausend Planeten (2017) spielte er die Rolle des Verteidigungsministers, der den Einsatz der Spezialagenten Valerian und Laureline leitet.

## Preise und Auszeichnungen (Auszug)
- 1986: Oscar für die Beste Filmmusik in Um Mitternacht
- 2025: Polar Music Prize

Grammy Awards
- 1984: Best R&B Instrumental Performance: Rockit
- 1985: Best R&B Instrumental Performance: Sound-System
- 1988: Best Instrumental Composition: Call Sheet Blues
- 1995: Best Jazz Instrumental Performance, Individual Or Group: A Tribute to Miles
- 1997: Best Instrumental Composition: Manhattan (Island Of Lights And Love)
- 1999: Best Instrumental Arrangement Accompanying Vocal(s): St. Louis Blues
- 1999: Best Jazz Instrumental Performance, Individual Or Group: Gershwin's World
- 2003: Best Jazz Instrumental Album, Individual or Group: Directions in Music: Live at Massey Hall (mit Michael Brecker und Roy Hargrove)
- 2003: Best Jazz Instrumental Solo: My Ship
- 2005: Best Jazz Instrumental Solo: Speak Like A Child
- 2008: Album of the Year: River: The Joni Letters
- 2008: Best Contemporary Jazz Album: River: The Joni Letters
- 2012: Baloise Session Award: Musician's Musician Award
- 2013: Mitglied der American Academy of Arts and Sciences

MTV Video Music Awards:
- 1984: Best Concept Video: Rockit
- 1984: Most Experimental Video: Rockit
- 1984: Best Special Effects in a Video: Rockit (Spezialeffekte: Godley & Creme)

## Diskografie

### Alben
- 1962: Takin’ Off (Blue Note)
- 1963: My Point of View (Blue Note)
- 1963: Inventions and Dimensions (Blue Note)
- 1964: Empyrean Isles (Blue Note)
- 1965: Maiden Voyage (Blue Note)
- 1968: Speak Like a Child (Blue Note)
- 1969: The Prisoner (Blue Note)
- 1969: Fat Albert Rotunda (Warner Bros.)
- 1971: Mwandishi (Warner Bros.)
- 1972: Crossings (Warner Bros.)
- 1973: Sextant (CBS)
- 1973: Head Hunters (CBS; UK: Gold; US: Platin)
- 1974: Dedication (CBS/Sony Japan)
- 1974: Thrust (CBS)
- 1975: Man-Child (CBS)
- 1975: Flood (CBS/Sony Japan)
- 1976: Secrets (CBS)
- 1976: V.S.O.P (CBS)
- 1977: V.S.O.P. – The Quintet (CBS)
- 1977: V.S.O.P. – Tempest in the Colosseum (CBS/Sony)
- 1977: The Herbie Hancock Trio (CBS/Sony Japan)
- 1978: Sunlight (CBS)
- 1978: An Evening with Herbie Hancock and Chick Corea in Concert (CBS)
- 1979: CoreaHancock (Polydor)[15]
- 1979: V.S.O.P. – Live Under the Sky (CBS)
- 1979: Feets Don’t Fail Me Now (CBS)
- 1979: Directstep (CBS/Sony Japan)
- 1979: The Piano (CBS/Sony Japan)
- 1980: Mr. Hands (CBS)
- 1980: Monster (CBS)
- 1981: Magic Windows (CBS)
- 1982: Quartet (CBS)
- 1982: Lite Me Up (CBS)
- 1983: Future Shock (CBS)
- 1984: Sound-System (CBS)
- 1985: mit Foday Musa Suso – Village Life (CBS)
- 1988: Perfect Machine (CBS)
- 1992: A Tribute to Miles (Reprise)
- 1994: Dis Is da Drum (Mercury; DE: Gold)
- 1995: Return of the Headhunters (PolyGram)
- 1996: The New Standard (Verve)
- 1997: mit Wayne Shorter – 1 + 1 (Verve; DE: Gold)
- 1998: Gershwin’s World (Verve; DE: Gold)
- 2001: Future 2 Future (Columbia/Transparent Music)
- 2003: mit Michael Brecker und Roy Hargrove – Directions in Music (Verve)
- 2005: Possibilities (Hancock Music/Hear Music/Vector/Warner) (u. a. mit Christina Aguilera, Damien Rice, Joss Stone, John Mayer, Carlos Santana und Sting)
- 2007: River: The Joni Letters (Verve) (u. a. mit Joni Mitchell, Leonard Cohen, Norah Jones, Corinne Bailey Rae, Luciana Souza und Tina Turner)
- 2008: Then and Now: The Definitive Herbie Hancock (Verve), Kompilation
- 2008: Hear, O Israel – A Prayer Ceremony in Jazz (mit Thad Jones, Ron Carter, Jerome Richardson, Grady Tate und Jonathan Klein)
- 2010: The Imagine Project (Sony)
- 2012: Complete Live at Jorgie’s 1961 (mit Donald Byrd und Pepper Adams Quintet)

### Soundtracks

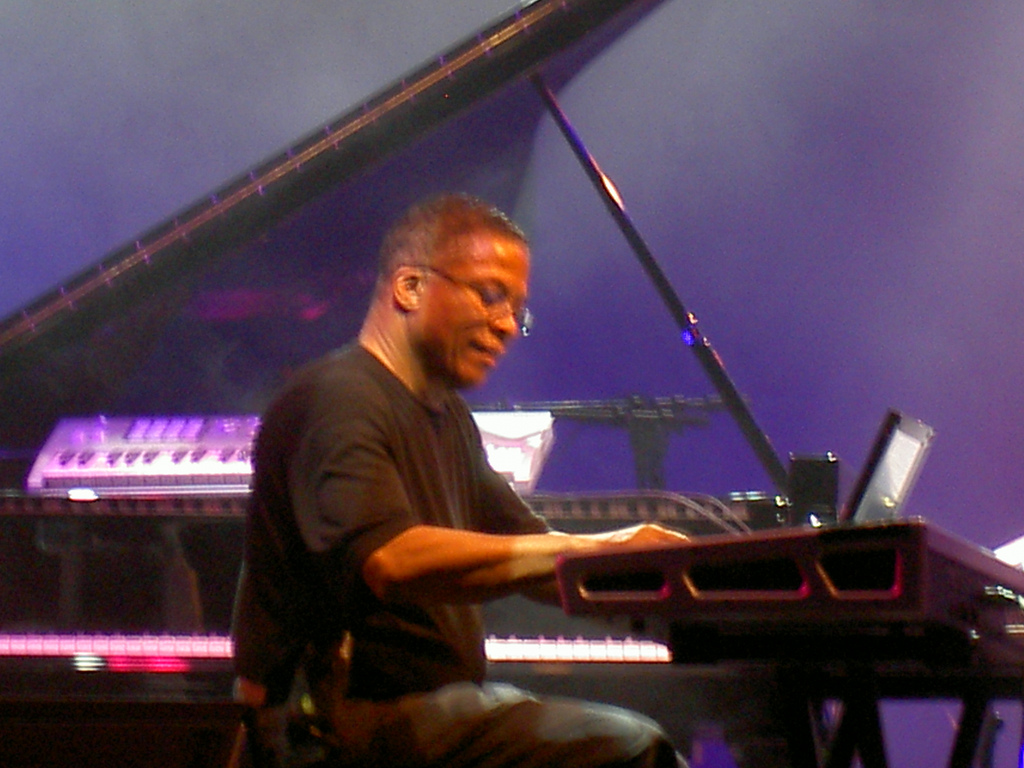
Hancock beim Münchner Tollwood-Festival, 2006

- 1966: Blow Up – Regie: Michelangelo Antonioni
- 1973: The Spook Who Sat by the Door – Regie: Ivan Dixon
- 1974: Ein Mann sieht rot (Death Wish) – Regie: Michael Winner
- 1984: Sergeant Waters – Eine Soldatengeschichte (A Soldier’s Story) – Regie: Norman Jewison
- 1986: Jo Jo Dancer – Dein Leben ruft (Jo Jo Dancer, Your Life Is Calling) – Regie: Richard Pryor
- 1986: The George McKenna Story (Fernsehfilm)
- 1986: Um Mitternacht (Round Midnight) – Regie: Bertrand Tavernier
- 1988: Colors – Farben der Gewalt (Colors) – Regie: Dennis Hopper
- 1988: Action Jackson – Regie: Craig R. Baxley
- 1989: Harlem Nights – Regie: Eddie Murphy
- 1991: Livin’ Large! – Regie: Michael Schultz

### Singles und EPs
- 1969: Fat Mama
- 1969: Wiggle-Waggle
- 1972: Crossings
- 1973: Watermelon Man
- 1974: Spank-a-Lee
- 1974: Chameleon
- 1974: Palm Grease
- 1975: Hang Up Your Hang Ups
- 1976: Doin’ It
- 1978: I Thought it Was You
- 1978: Sunlight
- 1978: An Evening with Herbie Hancock & Chick Corea (& Chick Corea; EP)
- 1979: You Bet Your Love
- 1979: Tell Everybody
- 1979: Ready or Not
- 1979: Knee Deep
- 1980: Don’t Hold it In
- 1980: Just Around the Corner
- 1980: Go for It
- 1980: Stars in Your Eyes
- 1980: Making Love
- 1980: Saturday Night
- 1981: Magic Number
- 1981: Everybody’s Broke
- 1981: Lite Me Up
- 1982: Gettin’ to the Good Part
- 1982: Paradise
- 1983: Rockit
- 1983: Autodrive
- 1983: Future Shock
- 1983: Rockit
- 1984: Hardrock
- 1984: Metal Beat
- 1984: Mega-Mix
- 1984: People Are Changing
- 1986: Round Midnight
- 1988: Vibe Alive
- 1988: Beat Wise
- 1994: Call It '94
- 1995: Call It '95
- 1995: Dis Is da Drum / Call It ’95 (Remixe)
- 1996: Watermelon Man
- 2001: The Essence
- 2001: The Good Part (vs. Chris Simmonds)
- 2014: Twilight Clone / Just Around the Corner

### Begleitmusiker (Auswahl)
Donald Byrd
- Royal Flush (1961; 1962)
- Out of this World (1961)
- Free Form (1962; 1966)
- A New Perspective (1963; 1964)

Grant Green
- Feelin’ the Spirit (1962; 1963)
- Goin’ West (1962; 1966)

Miles Davis
- Seven Steps to Heaven (1963)
- Miles Davis in Europe (1963; 1964)
- Four & More (1964; 1966)
- My Funny Valentine (1964; 1965)

Hank Mobley
- No Room for Squares (1963; 1964)
- The Turnaround! (1963; 1965)
- Straight No Filter (1963; 1985)

Lee Morgan
- Search for the New Land (1964; 1966)

Wes Montgomery
- Goin’ Out of My Head (1965; 1966)
- California Dreaming (1966)
- A Day in the Life (1967)
- Down Here on the Ground (1968)
- Road Song (1968)

## Auszeichnungen für Musikverkäufe
| Silberne Schallplatte - Vereinigtes Königreich - 2013: für das Album Head Hunters (Columbia) Goldene Schallplatte - Kanada - 1984: für die Single Rockit - 1984: für das Album Future Shock - Polen - 2010: für das Album The Imagine Project |

Anmerkung: Auszeichnungen in Ländern aus den Charttabellen bzw. Chartboxen sind in ebendiesen zu finden.
| Land/RegionAuszeichnungen für Musikverkäufe (Land/Region, Auszeichnungen, Verkäufe, Quellen) | Silber  | Gold     | Platin     | Verkäufe  | Quellen           |
| -------------------------------------------------------------------------------------------- | ------- | -------- | ---------- | --------- | ----------------- |
| Deutschland (BVMI)                                                                           | —       | 3× Gold3 | —          | 30.000    | musikindustrie.de |
| Kanada (MC)                                                                                  | —       | 2× Gold2 | —          | 125.000   | musiccanada.com   |
| Polen (ZPAV)                                                                                 | —       | Gold1    | —          | 10.000    | olis.pl           |
| Vereinigte Staaten (RIAA)                                                                    | —       | 2× Gold2 | 2× Platin2 | 3.500.000 | riaa.com          |
| Vereinigtes Königreich (BPI)                                                                 | Silber1 | Gold1    | —          | 160.000   | bpi.co.uk         |
| Insgesamt                                                                                    | Silber1 | 9× Gold9 | 2× Platin2 |           |                   |

## Publikationen
- Herbie Hancock mit Lisa Dickey: Possibilities. Viking, New York City 2014, ISBN 978-0-670-01471-2, Besprechung:[16]
Herbie Hancock: Möglichkeiten. Die Autobiographie. Mit Lisa Dickey, aus dem Amerikanischen von Alan Tepper. Höfen, Hannibal 2018, ISBN 978-3-85445-650-6, Besprechung:[17]
- Herbie Hancock, Daisaku Ikeda, Wayne Shorter: Weisen des Lebens. Improvisationen über Jazz, Buddhismus und Glück. Übersetzt von Judith Elze und Katrin Harlaß. Herder, Freiburg 2018, gebunden, ISBN 978-3-451-38286-4.

### Artikel
- Willi Winkler: Herbie Hancock über Erleuchtung. Ein einziges Wunder. In: Süddeutsche Zeitung. 14. September 2007 (Interview).
- Karl Lippegaus: Herbie Hancock wird 70: „Nennen Sie mich Herbie“. In: Süddeutsche Zeitung vom 12. April 2010.
- Gregor Dotzauer: Herbie Hancock wird 80. In: Tagesspiegel. 12. April 2020.

### Musikbeispiele
- Herbie Hancock: Watermelon Man (Original) auf YouTube
- Herbie Hancock: Cantaloupe Island auf YouTube
- Herbie Hancock: Chameleon auf YouTube
- Herbie Hancock feat. Bill Laswell & Michael Beinhorn: Rockit (Official Video) auf YouTube